# Христо Кацаров
Христо Георгиев Кацаров е български драматург и поет, белетрист и културен деец.

## Биография
Роден е на 27 октомври 1923 г. в село Люляк (преди с. Нова махала), Старозагорско. Завършва средно образование в мъжката гимназия „Иван Вазов“ в Стара Загора. Следва известно време право в Софийския университет. Работи в старозагорските читалища „Родина“, „Свети Климент Охридски“ и „Пламък“, където води и литературен кръжок. Първите си стихотворения печата във в. „Септември“ в родния си град. Член на редколегията на алманах „Хоризонт“, сп. „Участие“ и в. „Литературен глас“, издавани в Стара Загора. Сътрудник е на вестниците „Литературен фронт“, „Народна култура“, „Народна младеж“ и списание „Пламък“. Член е на Съюза на българските писатели. Умира на 10 март 1994 г. в Стара Загора.

## Творчество
Драматург е на пиесите:
- „Студена земя“ (1965)
- „Ние не сме сами“ (1968)
- „Земетръс“ (1988)
- „Майките“

Автор на стихосбирките:
- „Сърце под ямурлука“ (1958)
- „Селски песни“ (1961)
- „Сто работни вола“ (1963)
- „Есенна тишина“ (1976)
- „Облакът ми е закрила. Избрани стихотворения“(1983)
- „Сняг и дъжд“ (1990)

Създава книгите с миниатюри и есета:
- „Път до село“ (1979)
- „Преселници“ (1982)
- „Свирката на пастиря“ (1986)
- „Второто пришествие“ (1994)

Драматург, чиито пиеси са поставяни на сцените на театрите в Стара Загора и Враца. Посмъртно през 1994 г. му е присъдено званието „Почетен гражданин на Стара Загора“.
На негово име се провежда конкурс за детска и юношеска поезия в Стара Загора. Стиховете му са включени в антологиите „Стара Загора – градът на поетите“ (2002), „Развиделяване“ (2005), „Литературна антология. Столетие“ (2006).
Творбите му са преведени на руски и словашки език.